# Louka (Vrbatův Kostelec)

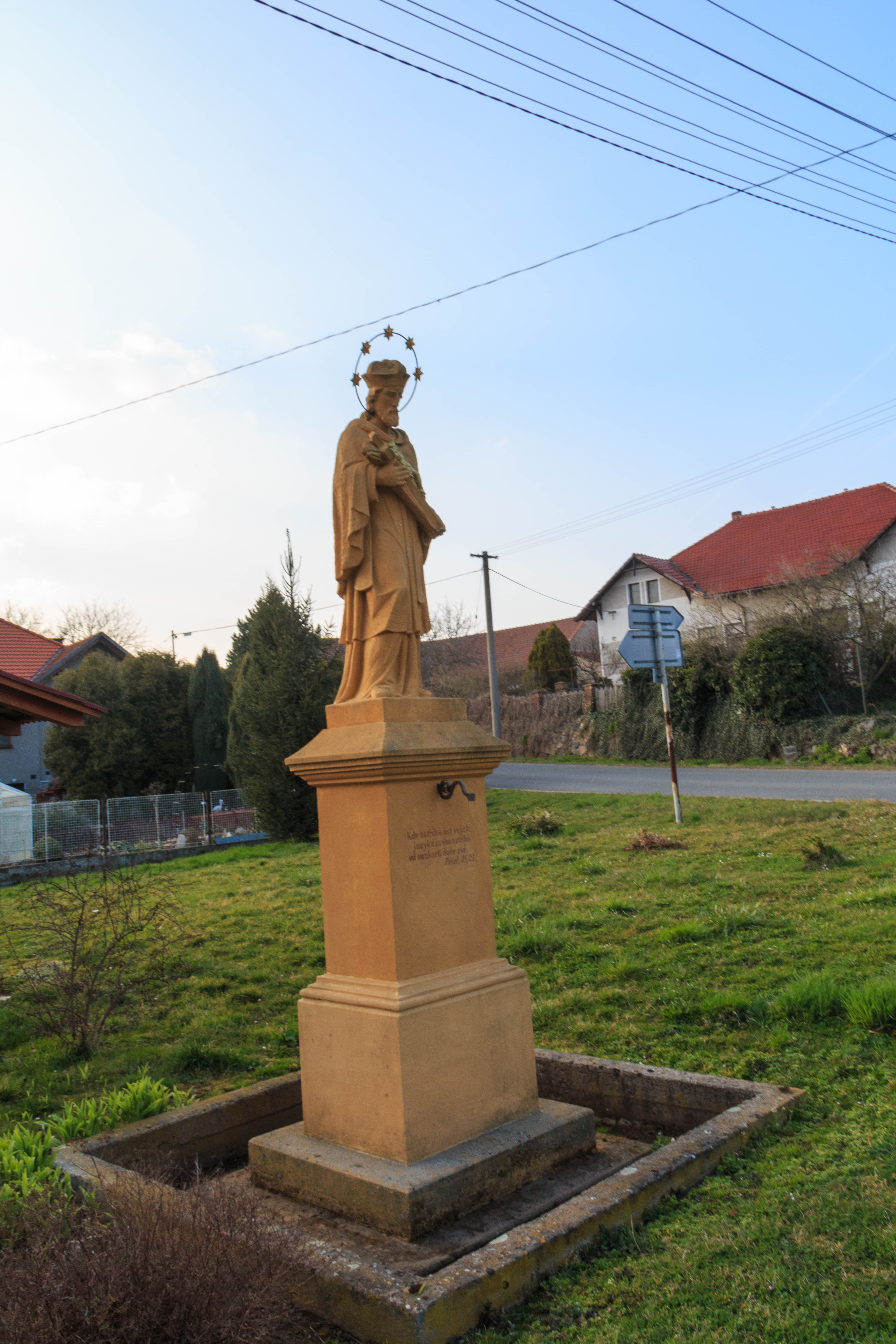
Statue des hl. Johannes von Nepomuk

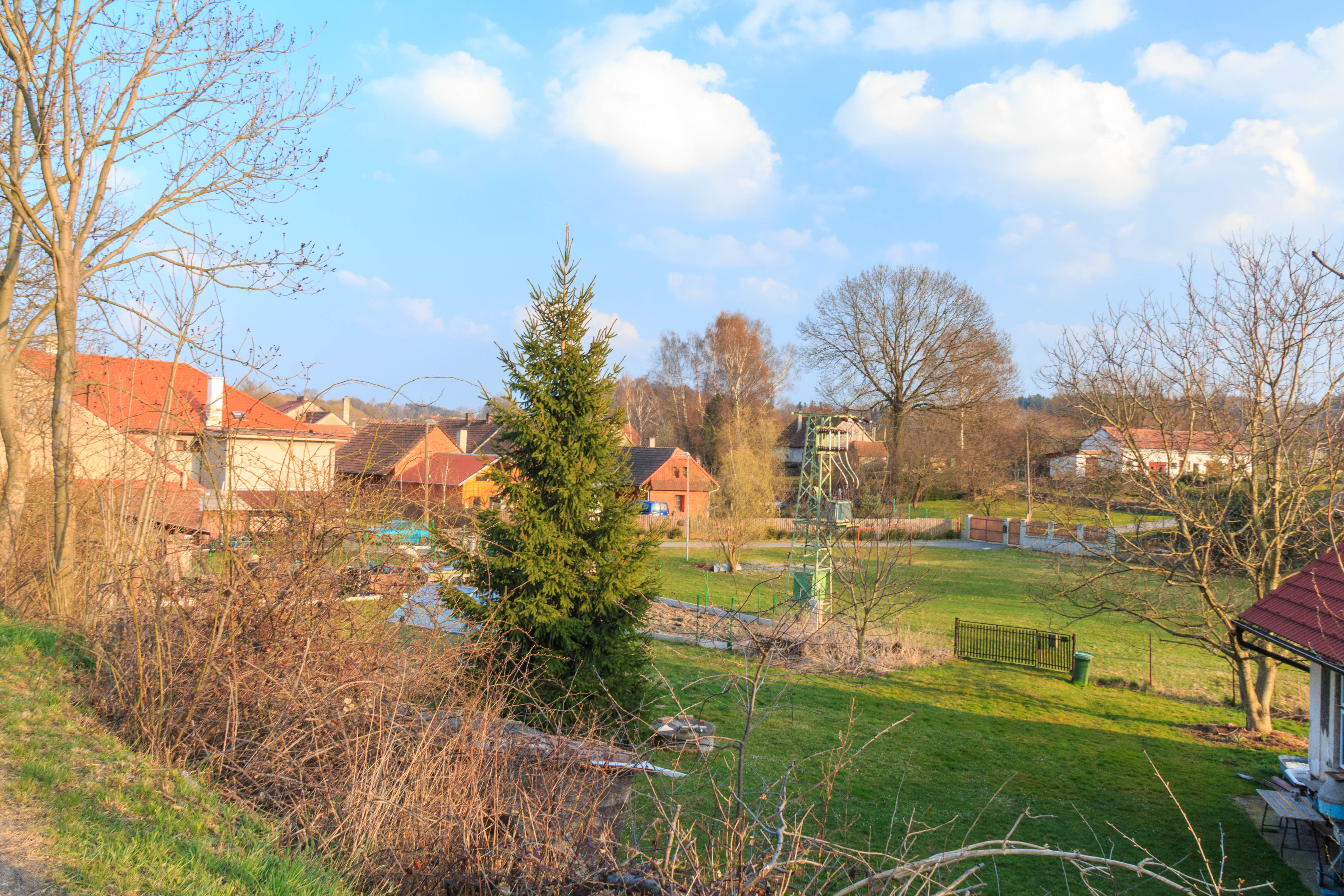
Ortsansicht von Westen

Louka ist ein Ortsteil der Gemeinde Vrbatův Kostelec in Tschechien. Er liegt sechs Kilometer westlich von Skuteč und gehört zum Okres Chrudim.

## Geographie
Louka befindet sich am Bach Havlovický potok im Eisengebirge (Železné hory). In Louka kreuzen sich die Staatsstraßen II/337 zwischen Skuteč und Nasavrky sowie II/355 zwischen Hlinsko und Chrast. Nordwestlich des Dorfes liegen die Teiche Petráň und Hořička.
Nachbarorte sind Hlína, Silnice und Horka im Norden, Vrbatův Kostelec im Nordosten, Skutíčko, V Týně und Leštinka im Osten, Kvasín und Otáňka im Südosten, Dřevešský Dvůr, Dřeveš und Vrbětice im Süden, Ležáky und Habroveč im Südwesten, Dubová und Havlovice im Westen sowie Smrček-Na sádkách, Na Obírce und Smrček im Nordwesten.

## Geschichte
Die erste schriftliche Erwähnung von Louka stammt aus dem Jahre 1545.
Im Jahre 1835 bestand das im Chrudimer Kreis gelegene Dorf Lauka aus 15 Häusern, in denen 72 Personen lebten. Pfarrort war Kosteletz. Bis zur Mitte des 19. Jahrhunderts blieb Lauka der Herrschaft Nassaberg untertänig.
Nach der Aufhebung der Patrimonialherrschaften bildete Louka ab 1849 mit dem Ortsteil Habroveč und dem Weiler Ležáky eine Gemeinde im Gerichtsbezirk Nassaberg. Ab 1868 gehörte die Gemeinde zum politischen Bezirk Chrudim. 1869 hatte Louka 91 Einwohner. Im Jahre 1900 lebten in dem Dorf 86 Personen, 1910 waren es 95. 1930 hatte Louka 86 Einwohner. Während der Zeit der deutschen Besetzung ermittelte die Gestapo nach dem Attentat auf den Reichsprotektor Reinhard Heydrich in Ležáky einen Unterschlupf von tschechoslowakischen Fallschirmjägern. Am 24. Juni 1942 wurde der Weiler von 500 Mann aus SS, Feldgendarmerie und Schutzpolizei unter Führung von Hauptsturmführer Gerhard Clages besetzt und niedergebrannt. Ein Jahr später wurden die Ruinen dem Erdboden gleichgemacht. 1949 wurde die Gemeinde Louka dem neu gebildeten Okres Hlinsko zugeordnet, seit 1961 gehört sie wieder zum Okres Chrudim. 1964 erfolgte die Eingemeindung nach Vrbatův Kostelec. Beim Zensus von 2001 lebten in den 16 Häusern von Louka 36 Personen.

## Ortsgliederung
Der Katastralbezirk Louka u Vrbatova Kostelce umfasst die Ortsteile Louka und Habroveč.

## Sehenswürdigkeiten
- Statue des hl. Johannes von Nepomuk
- Lehrpfad “Spuren der Tragödie von Ležáky” (Naučná stezka “Stopy ležácké tragédie”)